# Stiftelsen VK-press
Stiftelsen VK-press äger Västerbottens-Kuriren och Västerbottens Folkblad och bildades 21 oktober 1978.
Norran ägdes under några år på 2000-talet till 10 procent av Stiftelsen VK-press. Samarbetet med Västerbottens-Kuriren avbröts dock och numera är Norran återigen helägd av sin ägarstiftelse.
Stiftelsen är även verksam inom fastighetsbranschen. År 2009 förvärvades en femtioprocentig ägarandel i ett fastighetsbolag vars innehav då värderades till 1,7 miljarder kronor. Balticgruppen äger den andra halvan av fastighetsbolaget.